# طیف‌سنجی نشر اتمی

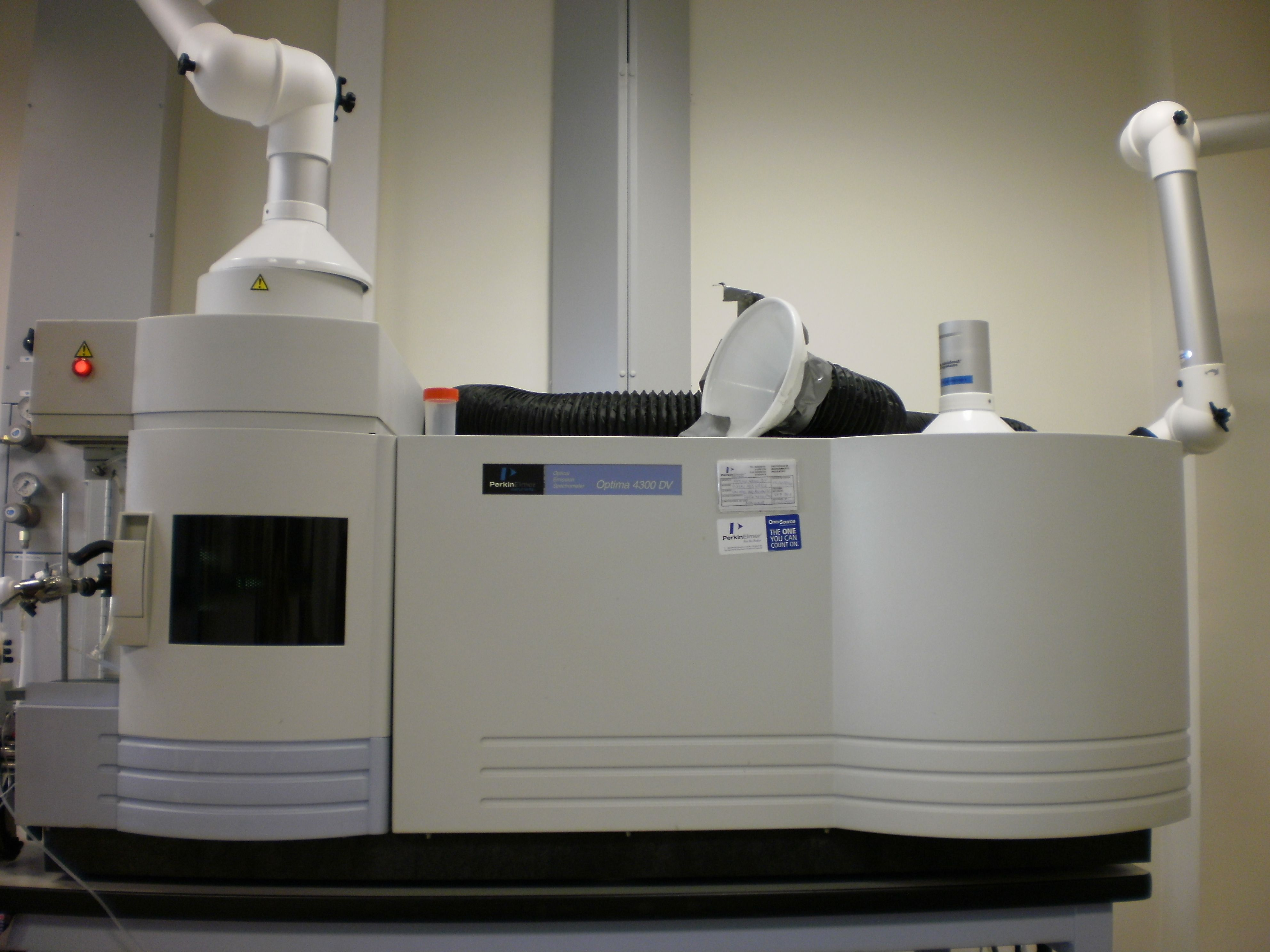
طیف‌سنجی نشر اتمی پلاسمای جفت شده القایی

طیف‌سنجی نشر اتمی (AES) روشی برای تجزیه و تحلیل شیمیایی است که از شدت نور تابیده شده از شعله، پلاسما، قوس یا جرقه در طول موج ویژه استفاده می‌کند تا مقدار عنصر را در یک نمونه مشخص کند. طول موج خط طیف اتمی در طیف انتشار، هویت عنصر را نشان می‌دهد در حالی که شدت نور تابیده شده با تعداد اتم‌های عنصر متناسب است.

## طیف‌سنجی نشر اتمی شعله

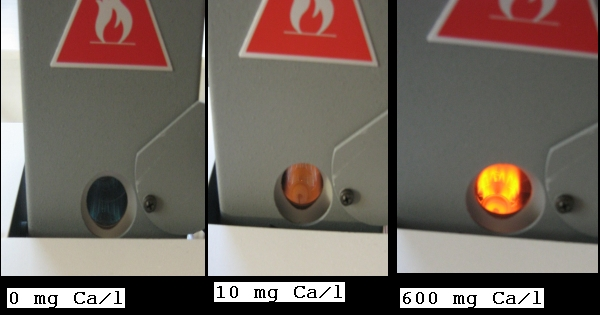
ارزیابی یون‌های کلسیم در یک فوتومتر شعله

نمونه ای از آنالیت حل شده در محلول اسپری شده یا به‌طور مستقیم با استفاده از یک حلقه کوچک سیم، معمولاً پلاتین، درون شعله قرار می‌گیرد. گرمای ناشی از شعله حلال را تبخیر می‌کند و پیوندهای درون مولکولی را می‌شکند تا اتم‌های آزاد ایجاد شود. همچنین انرژی گرمایی اتم‌ها را به حالت‌های برانگیخته سوق می‌دهد که متعاقباً هنگام بازگشت به حالت پایه، هر عنصر نوری را با طول موج مشخص از خود ساطع می‌کنند؛ که توسط یک توری یا منشور پراکنده می‌شود و در طیف‌سنج مشاهده می‌شود.

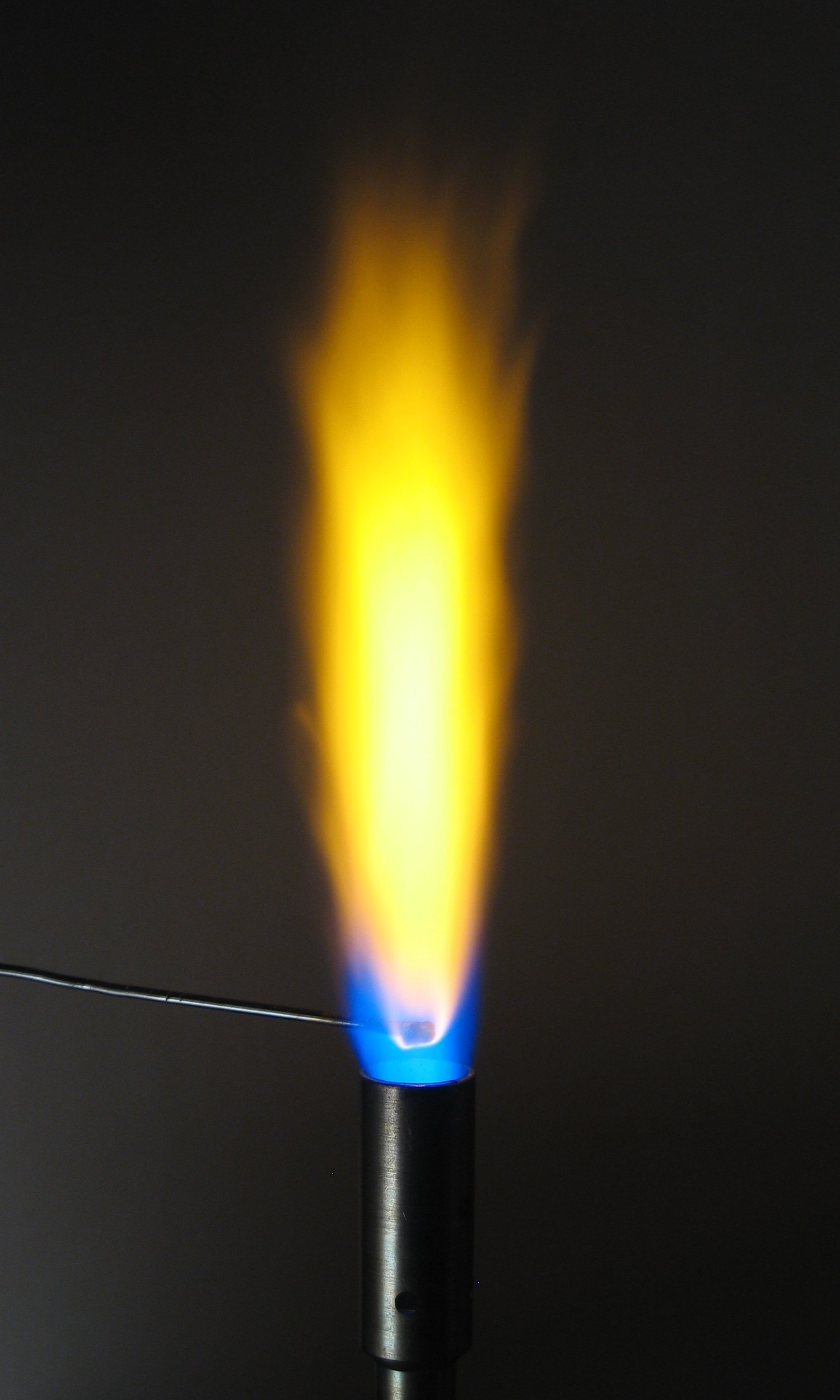
یونهای اتمی سدیم که در شعله رنگ زرد ساطع می‌کنند، که طول موج ۵۸۸٫۹۹۵۰ و ۵۸۹٫۵۹۲۴ نانومتر نشان می‌دهند.

کاربرد پیاپی اندازه‌گیری انتشار با شعله، تنظیم فلزات قلیایی برای آنالیز دارویی است.

## طیف‌سنجی نشر اتمی پلاسمای جفت شده القایی

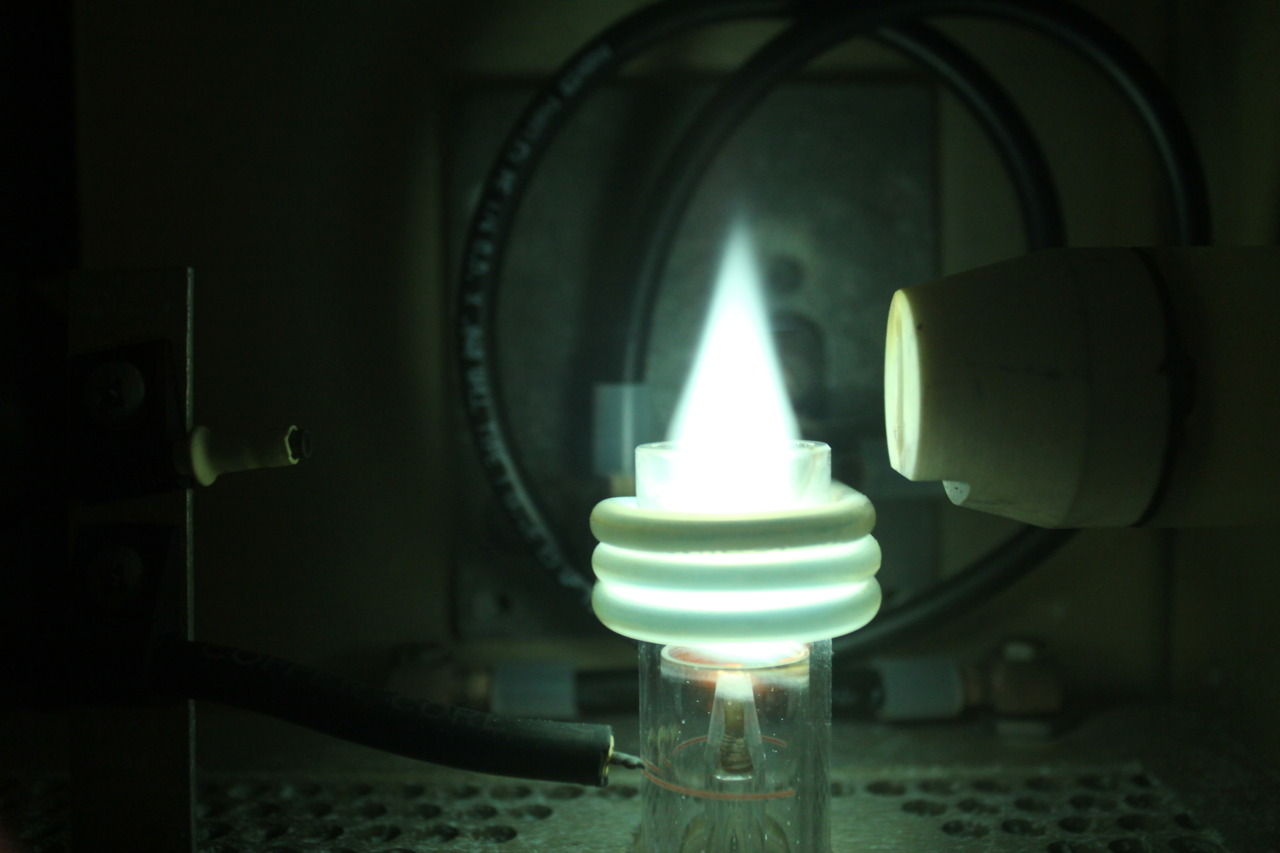
منبع پلاسمای جفت شده القایی

طیف‌سنجی نشر اتمی پلاسمای جفت شده القایی (ICP-AES) از پلاسما برای تولید اتم‌ها و یون‌های برانگیخته استفاده می‌کند که در طول موج‌های مشخص یک عنصر خاص، تابش الکترومغناطیسی را منتشر می‌کنند.
مزایای استفاده از ICP-AES حد عالی برای تشخیص و محدوده دینامیکی خطی، قابلیت استفاده از چند عنصر، تداخل شیمیایی کم و یک سیگنال پایدار و قابل تکرار است. معایب آن دخالت طیفی (بسیاری از خطوط انتشار)، هزینه بالا و نیاز به اموزش برای اپراتور حرفه ای و این که نمونه‌ها معمولاً باید در محلول مایع قرار بگیرند.

## طیف سنجی نشر اتمی قوس وجرقه
طیف سنجی نشر اتمی قوس و جرقه برای تجزیه و تحلیل عناصر فلزی در نمونه‌های جامد استفاده می‌شود. برای مواد غیر رسانا، نمونه را با پودر گرافیت تهیه کرده تا خاصیت رسانایی پیدا کند. در روش‌های طیف‌سنجی قوس، نمونه ای از جامد معمولاً در طول آنالیز قرار گرفته و از بین می‌رود. یک قوس الکتریکی یا جرقه از نمونه عبور می‌کند و آن را تا دمای بالا گرم می‌کند تا اتم‌های درون آن را برانگیزد. اتم‌های آنالیت برانگیخته شده در طول موج مشخصی منتشر می‌کنند که می‌تواند به صورت تکفام پراکنده شده و شناسایی شود. در گذشته، شرایط جرقه یا قوس به‌طور معمول کنترل نشده بود، تجزیه و تحلیل عناصر موجود در نمونه کیفی بود. با این حال، منابع جرقه ای مدرن با تخلیه‌های کنترل شده می‌توانند کمی در نظر گرفته شوند. هر دو روش تجزیه کمی و کیفی از جرقه برای کنترل کیفیت تولید در کارخانه ریخته‌گری و ریخته‌گری فلز استفاده می‌شود.

## طیف‌سنجی نشر اتمی تخلیه تابش
در طیف‌سنجی نشر اتمی تخلیه تابش از مکانیسم تخلیه و تابش برای اتمی کردن عناصر استفاده می‌شود. تخلیه تابش با اعمال پتانسیلی در حد ۱kv بین دو الکترودی که درون یک سل حاوی گاز آرگون در فشار کم (۱۰–۱ تور) قرار دارند صورت می‌گیرد. ولتاژ اعمالی سبب می‌شود که گاز آرگون به الکترون و یون‌های مثبت آرگون شکسته شود. میدان الکتریکی یا میدان فرکانس رادیویی (radio frequency, RF)، یون‌های آرگون را به سمت کاتدی که از جنس نمونه است شتاب می‌دهد. این یون‌های پرانرژی سبب بمباران سطح نمونه می‌شود. این عمل سبب می‌شود تا اتم‌های خنثی از سطح نمونه کنده شود که به این فرایند کندوپاش گفته می‌شود. در واقع کندوپاش کاتدی (cathodic sputtering) برای حذف و زدودن لایه به لایه از سطح نمونه نیز به کار می‌رود. سرعت کندوپاش ممکن است تا ۱۰۰µg بر دقیقه باشد.

## کتابشناسی
- Reynolds, R. J.; Thompson, K. C. (1978). Atomic absorption, fluorescence, and flame emission spectroscopy: a practical approach. New York: Wiley. ISBN 0-470-26478-0.
- Uden, Peter C. (1992). Element-specific chromatographic detection by atomic emission spectroscopy. Columbus, OH: انجمن شیمی آمریکا. ISBN 0-8412-2174-X.